# Guido Casassa
Augusto Guido Casassa Bacigalupo (Lima, 31 de enero de 1925 - ídem, 26 de junio del 2002) fue un empresario y político peruano. Ejerció como alcalde del distrito de Surquillo en 3 periodos.

## Biografía
Nació en la ciudad de Lima, el 31 de enero de 1925. Fue hijo de Carlos Casassa Foppiano y de Adelina Bacigalupo Molinasi.
Laboraba como empresario donde era dueño de dos panaderías, una ubicada en el distrito de Surquillo y otra en distrito de San Borja.
Era casado y su hijo fue Giancarlo Casassa.

## Carrera política
Fue miembro del Partido Popular Cristiano y se inició en la política cuando postuló como regidor del distrito de Surquillo en 1980 y luego a la alcaldía de dicho distrito en 1986. Sin embargo, no tuvo éxito en ambas candidaturas.

### Alcalde de Surquillo
En las elecciones municipales de 1989, postuló por segunda vez al municipio del distrito de Surquillo por el Frente Democrático y esta vez Casassa logró ser elegido como alcalde municipal para el periodo 1990-1993. Fue reelegido en las elecciones municipales de 1993 para un segundo mandato municipal.
Intentó ser reelegido por segunda vez en las elecciones de 1995, esta vez terminó renunciando al Partido Popular Cristiano para luego afiliarse a la coalición fujimorista Cambio 90 - Nueva Mayoría donde no tuvo éxito en su candidatura. Finalmente, fue elegido en las elecciones de 1998 por el movimiento Vamos Vecino para el periodo 1999-2002.

## Fallecimiento
El 26 de junio del 2002, antes de culminar su cargo municipal, Guido Casassa falleció a los 77 años de edad. Su cargo luego fue declarado vacante y se convocó a Gustavo Sierra Ortiz en su reemplazo.